# Carl Gustaf Wetterstrand

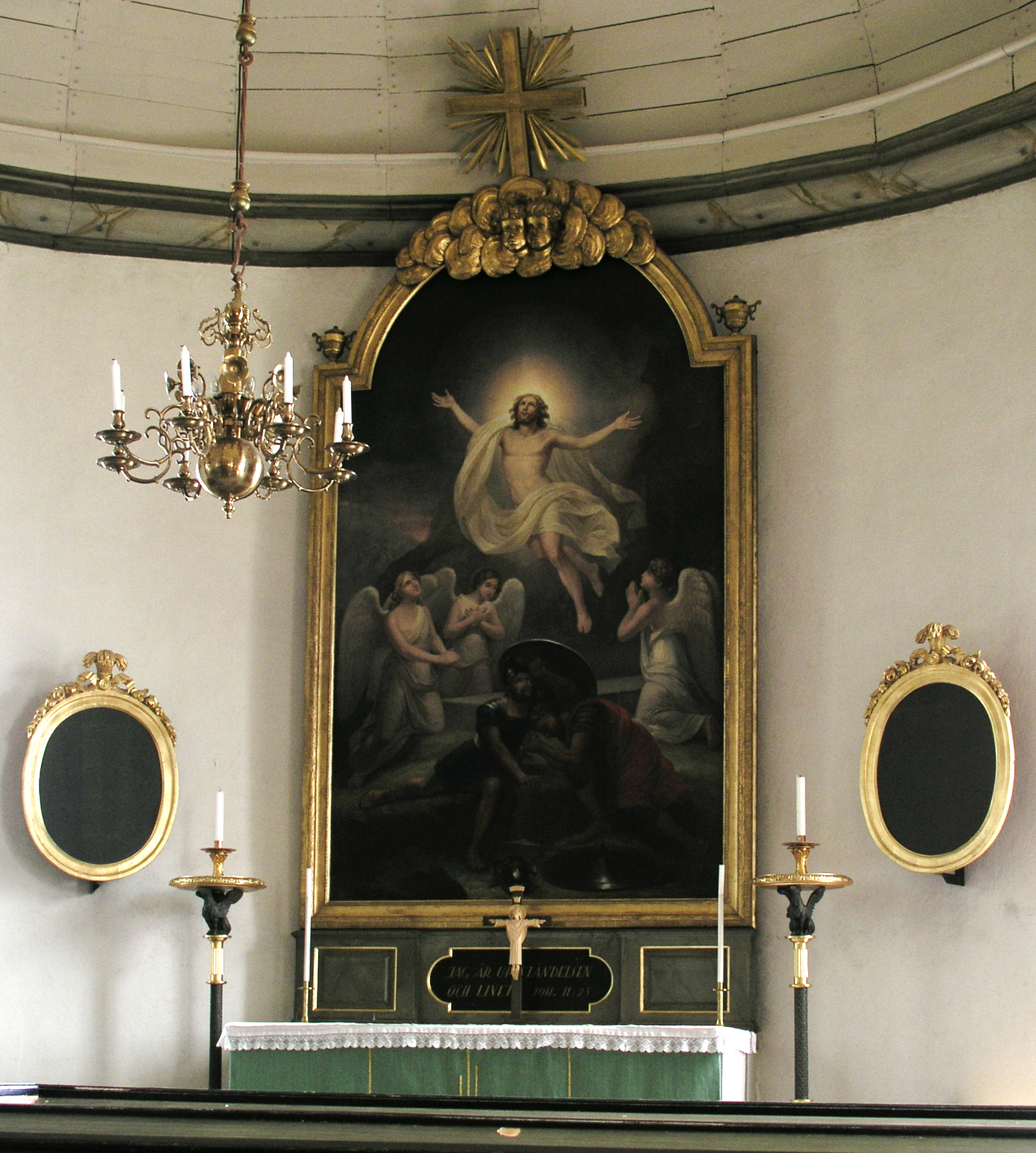
Altartavlan i Lerbäcks kyrka målad av Wetterstrand 1891.

Carl Gustaf Wetterstrand, född 25 juni 1855 i Stockholm, död 24 december 1923 i Ektorp i Södermanland, var en svensk målare.
Wetterstrand studerade vid Konstakademien i Stockholm 1872–1876 och var efter studierna huvudsakligen verksam som dekorationsmålare. Han reste runt mellan de svenska slotten och herrgårdarna och utförde ett stort antal beställningsarbeten. Han var en av undertecknarna till opponentskrivelsen mot Konstakademien 1885 och var medlem i Konstnärsförbundet 1886–1896. Han medverkade i förbundets utställning i Stockholm 1890. Han var medhjälpare till Georg Pauli då denne dekorerade sin brors villa i Djursholm 1907. Wetterstrand målade alla pilastrar och blomstergirlanger som inramade figurscenerna. De sista 15 åren av sitt liv var han medhjälpare till prins Eugen vid bland annat frescomålningarna på Dramatiska teatern och Stockholms stadshus. Han avled strax efter att han påbörjat ett dörröverstycke med Stockholmsmotiv till byggnadsnämndens sessionssal som senare färdigställdes av Axel Wallert. Bland hans offentliga arbeten märks en altartavla till Lerbäcks kyrka 1891 och i slutet av 1890-talet utförde han fasaddekorationer i al fresco på Birger Jarlsgatan 15 i Stockholm samt en al frescodekoration över portalen i Nacka kyrka 1907.